# Mogoro
Mogoro é uma comuna italiana da região da Sardenha, província de Oristano, com cerca de 4.722 habitantes. Estende-se por uma área de 48 km², tendo uma densidade populacional de 98 hab/km². Faz fronteira com Collinas (CA), Gonnostramatza, Masullas, Pabillonis (CA), San Nicolò d'Arcidano, Sardara (CA), Uras.